# Леонгард, Сюзанна
Сюза́нна Леонга́рд (нем. Susanne Leonhard, урожд. Кёлер (Köhler); 14 июня 1895, Ошац, Королевство Саксония — 3 апреля 1984, Штутгарт) — немецкая писательница. Мать советолога Вольфганга Леонгарда.

## Биография
Отец Сюзанны умер в 1895 году, после его смерти девочка воспитывалась у деда-банкира. Училась в городской школе в Ошаце, затем в течение двух лет воспитывалась в интернате в Лейпциге, в 1912—1915 годах получала образование в школе для девочек в Хемнице, где получила аттестат зрелости.
В 1915—1919 годах Сюзанна Кёлер изучала математику и философию в университетах Гёттингена и Берлина. Со студенческих лет придерживалась левых политических взглядов, активно участвовала в организации свободных студентов и в 1916 году вступила в организацию либкнехтовской молодёжи («Союз Спартака»). Занималась журналистикой и писала статьи для изданий Минны Кауэр. В 1919—1920 годах работала секретарём редакции нелегального издания «Корреспонденция коммунистических советов» (Kommunistische Räte-Korrespondenz) в Берлине.
В 1918 году Сюзанна Кёлер вышла замуж за поэта-экспрессиониста и драматурга левых взглядов Рудольфа Леонгарда. Брак был расторгнут уже в 1919 году. В 1920 году вступившая в ряды КПГ Сюзанна Леонгард переехала в Вену, где работала на должности руководителя пресс-бюро советского полпредства в Австрии. В 1921 году вышла замуж за посла Советской России в Австрии Мечислава Бронского. Этот брак также не выдержал испытаний временем и вскоре был признан недействительным, поскольку был заключён только по советским законам. Рудольф Леонгард, первый муж Сюзанны, в 1921 году официально признал себя отцом Вольфганга Леонгарда.
В этот период увидела свет первая крупная работа Сюзанны Леонгард, посвящённая подпольной литературе в революционной Германии времён мировой войны. Уже в 1922 году Леонгард вернулась в Берлин и вновь обратилась к журналистике. Она писала преимущественно для коммунистической печати, позднее, после своего выхода из КПГ из-за идеологических разногласий в 1925 году, — для левобуржуазных изданий. Участвовала в работе марксистского дискуссионного кружка, организованного в Берлине Карлом Коршем, где бывали Бертольт Брехт и Альфред Дёблин.
После прихода к власти национал-социалистов в 1933 году Сюзанне Леонгард было отказано в приёме в идеологизированное профессиональное объединение, вследствие чего она лишилась права заниматься публицистикой. Она зарабатывала на жизнь, работая танцовщицей благодаря своему хореографическому образованию в школе Вигман, полученному в 1920-е годы, и участвовала в коммунистическом сопротивлении, выполняя функции курьера.
В марте 1935 года Леонгард выехала в Швецию, где узнала об угрожавшем ей аресте, поэтому вместе с сыном эмигрировала в СССР. В Москве Леонгард работала преподавателем немецкого языка, но уже в 1936 году была арестована и провела двенадцать лет в исправительно-трудовом лагере в Воркуте и Сибири. Её сын Вольфганг воспитывался без матери в Москве. В 1945 году он вернулся вместе с группой Ульбрихта в Германию и быстро продвигался по карьерной лестнице в Советской зоне оккупации Германии. В 1948 году при содействии Вильгельма Пика Вольфгангу удалось добиться освобождения матери из заключения. В 1949 году, незадолго до образования ГДР, Вольфганг Леонгард бежал из Восточной Германии на Запад, где стал ведущим экспертом по СССР и сталинизму.
В августе 1948 года Сюзанна Леонгард вернулась в Германию. Сначала проживала в Восточном Берлине, но весной 1949 года переехала в Западную Германию, где была арестована американской контрразведкой и содержалась в заключении до 1950 года. Несмотря на свои антисталинистские взгляды она отказалась сотрудничать с американцами.
После своего освобождения Сюзанна Леонгард обосновалась в Штутгарте. Вступила вслед за сыном в левую Независимую рабочую партию Германии, следовавшую югославским идеям построения социализма. В 1960-е годы руководила местным отделением Немецкого союза свободомыслящих и тесно сотрудничала с независимыми левыми социалистами, например, Фрицем Ламмом.

## Сочинения
- Unterirdische Literatur im revolutionären Deutschland während des Weltkrieges. Berlin 1920
- Gestohlenes Leben. Schicksal einer politischen Emigrantin in der Sowjetunion. Europäische Verlagsanstalt, Frankfurt am Main 1956
- Fahrt ins Verhängnis. Als Sozialistin in Stalins Gulag. Herder, Freiburg im Breisgau 1983, ISBN 3-451-07998-4

### Переводы на русский язык
- Дран Э., Леонард С. Подпольная литература революционной Германии за время мировой войны. — М. : Красная новь, 1923. — 176 с.